# Maria Magdalena von Österreich (1689–1743)

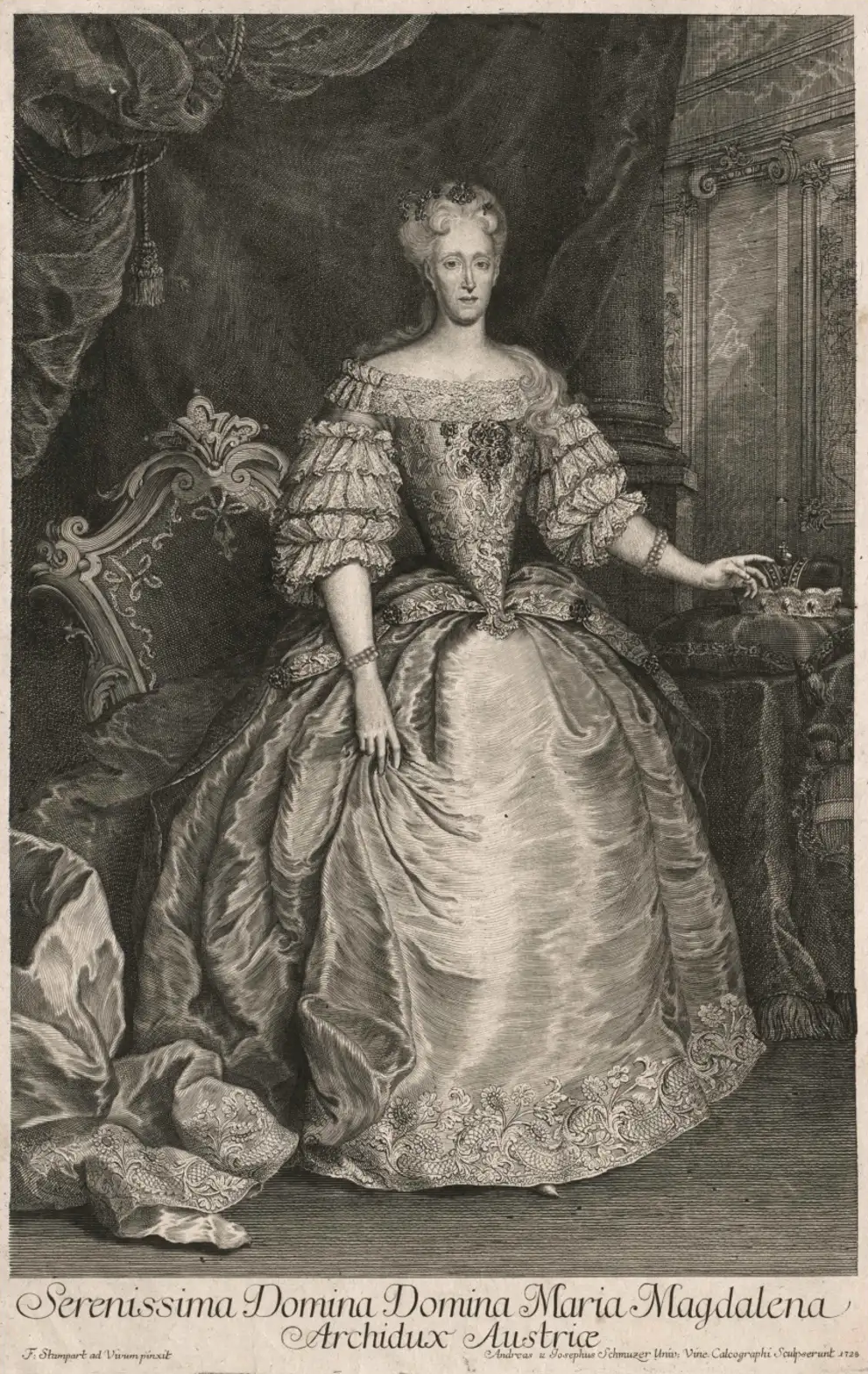
Maria Magdalena von Österreich

Maria Magdalena Josepha von Österreich (* 26. März 1689 in Wien; † 1. Mai 1743 ebenda), Erzherzogin von Österreich und Statthalterin von Tirol, war eine Tochter von Kaiser Leopold I. und seiner dritten Gemahlin Kaiserin Eleonore von Pfalz-Neuburg.
Sie lebte zurückgezogen und blieb unverheiratet. Über ihr Leben ist äußerst wenig bekannt. Es gab Pläne, Maria Magdalena an den portugiesischen Königshof zu verheiraten, wo ihre Schwester Maria Anna Königin war. Der für sie ausersehene Bräutigam war der Infant Francisco, Herzog von Beja, ein Bruder des portugiesischen Königs Johann V. Doch diese Heiratspläne scheiterten bereits im Vorstadium.
Somit blieb Maria Magdalena unverheiratet und kinderlos. Jedoch hatte sie ein enges Verhältnis zu ihrer Nichte Maria Theresia, der Tochter ihres Bruders Karl (Kaiser Karl VI.). Trotz ihrer Funktion als Statthalterin Tirols residierte sie in Wien. Maria Magdalena starb 54-jährig an einer Lungenentzündung und wurde in der Kapuzinergruft in Wien beigesetzt.